# Église Saint-Martin de Lusigny-sur-Barse
L'église Saint-Martin de Lusigny-sur-Barse est une église située dans la commune de Lusigny-sur-Barse dans le département de l'Aube.
C'était un prieuré-cure qui dépendait de l'abbaye Saint-Loup de Troyes depuis que la donation fut faite en 1143 par l'évêque Haton, au Grand-doyenné de Troyes.
Elle est majoritairement du XVIe sauf pour sa nef qui est plus récente. Bâtie sur un plan de croix latine avec une abside à cinq pans, sa tour de façade est de l'architecte départemental Roussel qui l'a ajoutée après que la nef à trois travées fut portée à cinq en 1879.
Parmi son mobilier se trouve la dalle funéraire de Paul Boucher dont la transcription : « CY GIST ET REPOSE  PAUL DE BOUCHER  ESCUYER SEIGNEUR  DU PLESSY LEQUEL  DECEDA LE 15 MAY  1621 AAGE DE 45 ANS  PRIE DIEU POUR LE  REPOS DE SON AME ». Celle du XVIe siècle avec la devise « QUI AIME BIEN TARD OUBLIE ».
Une Vierge à l'Enfant du XIVe siècle en pierre avec des traces de dorure et de polychromie et une éducation de Marie en bois du XIVe siècle.